# Sophie Calle
Sophie Calle (ur. 9 października 1953 w Paryżu) – francuska artystka, związana z fotografią, instalacją i performancem. W twórczości często posługuje się słowem mówionym.
Motywem charakterystycznym dla jej sztuki stały się samemu konstruowane reguły i ograniczenia. W działaniach często nawiązuje do dyskursu na temat przyjmowania i tworzenia tożsamości, zagadnienia granicy prywatności, voyeuryzmu. W jej sztuce obiekt występuje jako dokumentacja procesu.

## Początki twórczości
Po rezygnacji i odejściu z uczelni wyższej Sophie Calle przez siedem lat podróżowała po Europie, pozostając w każdym z krajów na okres około roku. W tym okresie przez przypadek zainteresowała się fotografią, która stała się dla niej podstawowym medium dokumentacji. Powraca do Paryża w 1979 roku.
W Paryżu Sophie Calle czuła się zagubiona. Próbą odnalezienia się w mieście i nawiązania kontaktu z drugim człowiekiem stało się śledzenie na ulicach nieznajomych. Powstały serie fotografii z owych wypraw oraz zapiski odnośnie do domniemanego charakteru inwigilowanych. Kontynuacją motywu śledzenia jest Suite Venitienne (1979), gdzie Calle zapoznała się na wernisażu z mężczyzną (nazywanym przez nią Henri B.), którego w ów dzień śledziła. Od niego dowiedziała się o jego rychłym wyjeździe do Wenecji i podążyła za nim. Powstała dokumentacja jej detektywistycznych przygód.
Role zostały odwrócone w projekcie Shadow (1981), gdzie artystka poprzez swoją matkę wynajęła prywatnego detektywa, by śledził ją i w ten sposób dostarczył dowodów na temat jej egzystencji. Oprócz zapisu fotograficznego, artystka zestawia dwie narracje, spis sporządzony przez detektywa i swoje własne notatki z wydarzenia. 
W projekcie The Sleepers (1980) Calle zaprosiła do swojego domu 24 osoby, znajomych i obcych, by przez 8 dni bez przerwy spali w jej łóżku. Fotografowała swoich gości co godzinę.
Następnym projektem związanym z voyeuryzmem był The Hotel (1981).
Pierwszym projektem, który stał się dostępny dla szerszej publiki, był Address Book (1983) – cykl 28 artykułów stworzony i opublikowany dla francuskiego dziennika Libération. Całość składa się z wywiadów przeprowadzonych ze znajomymi właściciela książki adresowej, którą Calle znalazła na ulicy i skopiowała przed oddaniem. Celem było stworzenie portretu psychologicznego. Publikacje transkryptu rozmów artystka dodatkowo zestawiała z fotografiami ulubionych postaci. Właściciel notesu, Pierre Baudry, po odkryciu projektu był nim oburzony jako naruszeniem prywatności.